# Eriococcus pohutukawa
Eriococcus pohutukawa är en insektsart som beskrevs av James Mather Hoy 1958. Eriococcus pohutukawa ingår i släktet Eriococcus och familjen filtsköldlöss. Inga underarter finns listade i Catalogue of Life.